# Chaetomium heterosporum
Chaetomium heterosporum är en svampart som beskrevs av Rikhy & Mukerji 1974. Chaetomium heterosporum ingår i släktet Chaetomium och familjen Chaetomiaceae.   Inga underarter finns listade i Catalogue of Life.